# سیروس عسگری
سیروس عسگری (متولد ۱۶ مرداد ۱۳۳۹ در مسجد سلیمان) استاد دانشگاه و دانشمند ایرانی در حوزهٔ مواد و متالورژی و استاد دانشگاه صنعتی شریف است. تخصص او در حوزه مواد پیشرفته و سیستم‌های ذخیره‌سازی انرژی نوین از جمله باتری‌های لیتیومی است.

## پیشینه
او در سال ۱۹۷۷ میلادی وارد دانشگاه تهران شد و در رشته مهندسی متالورژی تحصیل کرد. پس از تأسیس جمهوری اسلامی، او به ایجاد جهاد سازندگی کمک کرد.
پس از شروع جنگ ایران و عراق عسگری که دانشجوی مهندسی بود به لجستیک نظامی روی آورد و در ساخت پل شناور برای انتقال تانک به شبه جزیره فاو فعالیت کرد. او در پنج عملیات جنگی شرکت داشت. در سال ۱۳۷۱ مدرک کارشناسی ارشد مواد و متالورژی را از دانشگاه تهران دریافت کرد و سپس برای ادامه تحصیل به آمریکا رفت. در سال ۱۳۷۶ از دانشگاه درکسل در رشته مهندسی و علم مواد با درجه دکتری فارغ‌التحصیل شد و سپس به ایران عزیمت کرد. در بازگشت به ایران استادیار دانشکده علم و مهندسی مواد دانشگاه صنعتی شریف شد و در حال حاضر با رتبه استاد تمام در استخدام این دانشگاه است.

## پرونده حقوقی در آمریکا
او در سال ۲۰۱۶ در آمریکا به جرم سرقت اطلاعات محرمانه تجاری و تقلب در امور ویزا محاکمه شد. این اتهام مربوط به فعالیت عسگری در سال ۲۰۱۳ در دانشگاه کیس وسترن رزرو بود.
نهایتاً در طی دعوای حقوقی طولانی بین عسگری و اف‌بی‌آی به نمایندگی از دولت آمریکا عسگری از تمامی اتهامات در دادگاه فدرال و سپس دادگاه استیناف حوزه ششم ایالات متحده آمریکا، تبرئه شد.
در طی فرایند تبرئه شدن عسگری، مشخص شد که قاضی‌ها با روش اف‌بی‌آی و اطلاعات ارائه شده از آن سازمان مخالف بودند. اسوشیتد پرس در آوریل ۲۰۲۰ گزارش داد که از نظر قاضی فدرال، مأمور اف‌بی‌آی اطلاعات گمراه کننده در اختیار دادگاه گذاشته و حتی حکم بازرسی ایمیل‌های عسگری در سال ۲۰۱۳ را نیز با نیرنگ از مجموعه قضایی دریافت کرده‌است. اگرچه بعداً دادگاه تجدید نظر کل ایالات متحده این اتهامات مربوط به مأمور اف‌بی‌آی را نپذیرفت و اعلام کرد که او سیستم قضایی را گمراه نکرده‌است، اما تبرئه عسگری بر جای خود باقی ماند.

## بازداشت ادامه‌دار در آمریکا
پس از تبرئه عسگری پلیس مهاجرت و گمرک ایالات متحده معروف به ICE، او را در نوامبر ۲۰۱۹ برای اخراج به ایران بازداشت کرد. روزنامه گاردین گزارش داد که او در بندِ پلیس مهاجرت و گمرک ایالات متحده معروف به ICE، در زندان مهاجرین در یک منطقه دور افتاده در لوئیزیانا نگهداری می‌شود.
گزارش تکمیلی گاردین در آوریل ۲۰۲۰ نشان داد که عسگری و ۴۴ نفر دیگر در معرض ویروس کرونا در زندان ICE قرار دارند.

## افشاگری نیویورکر
مجله نیویورکر آمریکا در گزارشی به روند بازداشت سیروس عسگری دانشمند «مهندسی مواد» دانشگاه صنعتی شریف توسط دفتر فدرال آمریکا اشاره و توضیح داد که هنگامی که این دانشمند ایرانی پیشنهاد افسران اف‌بی‌آی برای جاسوسی ضد ایران را رد کرد با انتقام و پرونده‌سازی علیه خود مواجه شد.
نیویورکر نوشته: "در بهار سال ۲۰۱۷ میلادی، آقای عسگری از کنسولگری آمریکا در دوبی تماس تلفنی دریافت می‌کند؛ او و همسرش دو سال پیشتر برای ویزای آمریکا درخواست داده بودند تا به فرزندان خود که در آمریکا بودند بپیوندند. کنسولگری آمریکا آقای عسگری را مطلع کرد که با درخواست ویزای آنها نهایتا موافقت شده‌است". به نوشته نیویورکر "زمان این اتفاق کمی عجیب بود؛ زیرا درخواست ویزای این دو شهروند ایرانی درست زمانی مورد موافقت قرار گرفت که دونالد ترامپ، رئیس‌جمهوری آمریکا در یک فرمان اجرایی ایرانی‌ها را از ورود به آمریکا منع کرده بود.
این استاد ایرانی در ۲۱ ژوئن ۲۰۱۷ به همراه همسرش فاطمه عازم نیویورک می‌شوند چرا که "قصد داشتند اول فرزندشان محمد که ساکن نیویورک بود را ببینند و بعد به کالیفرنیا بروند تا دخترشان زهرا و همسرش را ببینند. اما زمانی که آقای عسگری در فرودگاه "جی‌اف‌کی" نیویورک پیاده می‌شود دو مأمور فرودگاه به سراغ او می‌آیند و او را به اتاقی راهنمایی می‌کنند که مأموران اف‌بی‌آی آنجا انتظارش را می‌کشیدند. مأموران به او گفتند با اتهاماتی جدی روبروست که نمی‌توانند در فرودگاه آنها را بازگو کنند.
در گزارش نیویورکر آمده: "ماموران اف‌بی‌ای در هتل به آقای عسگری مدارکی که شامل ۱۲ صفحه بود را نشان دادند که اتهامات او را نشان می‌داد؛ از جمله سرقت اسرار تجاری، تخلف ویزا و یازده مورد تخلفات دیگر. ماموران به او گفتند این اتهامات سال‌ها زندان را برایش در پی خواهد داشت. آقای عسگری در پاسخ این اتهامات را بی‌اساس خواند و گفت اگر دولت آمریکا با چنین اتهاماتی می‌خواهد او را مورد تعقیب قضایی قرار دهد، برنده دادگاه کسی جز او نخواهد بود. یکی از ماموران در پاسخ به او گفته بود: "ما هیچ وقت در دادگاه بازنده نبوده‌ایم."
عسگری می‌دانست که پژوهشی که در دانشگاه کیس وسترن انجام داده، مربوط به اسرار تجاری نبوده و اطلاعاتی را شامل می‌شده که در میان بقیه دانشمندان شناخته شده‌است؛ بنابراین تصور می‌کرد که در دادگاه موفق خواهد شد. او به مخیله‌اش هم نمی‌رسید که چه سختی‌هایی را پشت سر خواهد گذاشت.
لورا سکور خبرنگار نیویورکر در این گزارش آورده که حدود نیمی از شهروندان ایرانی که به آمریکا سفر کرده‌اند، چنین توضیحاتی را داده‌اند. تعدادی از ایرانی‌ها اعلام کردند که جلساتی را با کارمندان اداره فدرال آمریکا داشته و پیشنهادهایی را دریافت کرده‌اند. اما این پیشنهادها را رد کرده‌اند. برخی دیگر از تکرار این مطالبات و تهدیدات ضمنی و مشکلات قانونی که به‌طور مستمر برای آنها به وجود می‌آمد، شکایت داشتند. اف‌بی‌آی تلاش می‌کرد از نقاط ضعف این افراد به عنوان اهرم فشار علیه آنها استفاده کند تا این افراد را به جاسوسی برای آمریکا وادار کند. آنها مشکلاتی را در اوراق هویتی این افراد ایجاد کرده یا مواردی از نقص کوچک تحریم‌ها توسط این افراد مشخص می‌کردند تا بتوانند این افراد را به دام جاسوسی بیندازند.
در این گزارش مفصل، نیویورکر به یک مأمور ویژه اف‌بی‌آی به نام تیموتی باگز، اشاره کرده و نوشته او که تمرکز فعالیتش بر روی ایران بوده به آقای عسگری مستقیماً پیشنهاد همکاری داده بوده‌است.
"در سال ۲۰۱۲ میلادی تیموتی باگز، مامور ویژه اف‌بی‌آی از خبرچین‌ها در دانشگاهی که آقای عسگری در آن مشغول به کار بود متوجه شد او که با ویزای توریستی به آمریکا آمده در آزمایشگاه آنجا کار می‌کند. این مامور اف‌بی‌آی متوجه فرصت به دست آمده شد؛ "یک استاد ایرانی از دانشگاه صنعتی شریف با دانشمندان هسته‌ای یا نظامی در ایران آشناست."
اسلون، مأمور اف‌بی‌آی بعداً در دادگاه گواهی داد زمانی که با دانشمند ایرانی دیدار کرد در صدد آن بود که ببیند آیا او "بطور بالقوه در سایر زمینه‌ها برای آمریکا سودمند است یا نه؟"
صبح فردا فاطمه همراه با فرزندش محمد به منزلش برگشت و عسگری توسط نیروهای امنیتی به شهر کلیولند منتقل شد تا در دادگاه فدرال آمریکا حاضر شود. او به زندانی با تدابیر شدید امنیتی در شهر پینسویل در ایالت اوهایو منتقل شد. بند وی در هفتاد و دو روز اول، بند انفرادی بود. او روی تخت دراز می‌کشید و صدای فریاد دیگر زندانیان را می‌شنید.
بازجوبی و محاکمه آقای عسگری در آمریکا از همان سال ۲۰۱۷ و پس از ورود او به این کشور آغاز شد. در گزارش نیویورکر آمده که آقای عسگری هنگامی که در سال ۲۰۱۷ میلادی در سلولی در بازداشتگاه "لیک کانتی" بوده فقط یکبار برای غذا از سلول خود خارج شد؛ او به گروه کوچکی از زندانیان فیزیک درس می‌داد؛ یکی از آنها روسی و دو زندانی دیگر آفریقایی-آمریکایی بودند.
پس از نزدیک به سه سال محاکمه، در نهایت او در دادگاه فدرال و سپس دادگاه استیناف حوزه ششم ایالات متحده آمریکا تبرئه شد. رسانه‌های آمریکا گزارش کردند که این پرونده را اداره تحقیقات فدرال (اف‌بی‌آی) دنبال می‌کرد. اما پس از تبرئه از دادگاه، پلیس مهاجرت و گمرک ایالات متحده (ICE) مجدداً او را برای اخراج به ایران به مدت نامحدود و تا تشکیل دادگاه در بازداشت نگه داشت.
در اردیبهشت ۹۹ هم گزارش شد پس از شیوع کرونا، پلیس مهاجرت و گمرک ایالات متحده از آزادی موقت سیروس عسگری یا فراهم ساختن امکان بازگشت او به ایران امتناع کرده‌است. در ۲۸ آوریل ۲۰۲۰ (۹ اردیبهشت ۱۳۹۹) رسانه‌ها گزارش کردند که عسگری در زندان به ویروس کرونا مبتلا شده‌است و مأموران آمریکایی همچنان اجازه انتقال او به بیمارستان را نداده‌اند.
سرانجام سیروس عسگری بعد از نزدیک به سه سال زندانی، محاکمه و تبرئه در دادگاه، در ۱۴ خرداد ۹۹ آزاد و به ایران بازگشت. بلافاصله مایکل وایت کهنه‌سرباز نیروی دریایی ایالات متحده آمریکا که به جرم توهین به رهبر جمهوری اسلامی و انتشار عکسی خصوصی در ایران زندانی بود آزاد و با یک پرواز مسافری، ایران را به مقصد سوئیس ترک کرد.

## واکنش‌ها به دستگیری و بازداشت
- همسر عسگری در مصاحبه با خبرآنلاین[۱۴] بیان کرده که در زمان دستگیری به همراه او در آمریکا بوده و در ابتدا فکر می‌کردند سوء تفاهمی در این دستگیری اتفاق افتاده‌است. اما بعد از گذشت نزدیک به سه سال از بازداشت ادامه‌دار او حتی پس از تبرئه از اتهامات، اعتقاد دارد که نگهداری او سیاسی است و آمریکا به دنبال مبادله عسگری با افراد آمریکایی در ایران است.
- محمد جواد ظریف وزیر خارجه ایران این دستگیری و عدم اجازه برای خروج از آمریکا علی‌رغم تبرئه در سیستم قضایی همان کشور را گروگان‌گیری دانشمند ایرانی خواند.[۱۵][۱۶] ظریف در توئیتر خود با همخوان کردن گزارش گاردین خطاب به آمریکا نوشت: هموطنان ما را رها کنید![۱۷]
- دانشگاه صنعتی شریف نگرانی عمیق خود را از دستگیری و نگهداری غیرمنصفانه عسگری در شرایط خطرناک اعلام کرد.[۱۸]
- خبرگزاری بین‌المللی از جمله اسوشیتد پرس و گاردین اخبار متعددی در خصوص پرونده عسگری منتشر کرده‌اند که در آن پیرامون برخورد قضایی با مأموران اف‌بی‌آی، رای داوری و دستگیری و نگهداری بعدی عسگری پوشش خبری دادند. خبرگزاری پروپابلیکا گزارش اختصاصی از جنس خبرنگاری تحقیقی در خصوص عسگری منتشر کرد و افشا کرد در طی یک دوره ده روزه، پلیس مهاجرت ۹ مرتبه عسگری را با هواپیما به شهرهای مختلف و بازداشتگاه‌های متفاوت در سراسر خاک آمریکا جابجا کرده‌است و هنوز از دیپورت او سر باز می‌زند.[۱۹] همچنین پرس تی وی متعلق به ایران شرایط زندان عسگری را غیرانسانی توصیف کرد.[۲۰]
- در رسانه‌های داخلی ایران موضوع پرونده و بازداشت عسگری به صورت فراگیر از جمله در فارس نیوز،[۲۱] تسنیم،[۲۲] خبرآنلاین،[۲۳] روزنامه قدس،[۲۴] ایرنا[۲۵] و روزنامه دنیای اقتصاد[۲۶] منعکس شده‌است.

## ابتلا به ویروس کرونا و بازگشت به ایران
در ۲۸ آوریل ۲۰۲۰ (۹ اردی‌بهشت ۱۳۹۹) رسانه‌ها گزارش کردند که عسگری در زندان به ویروس کرونا مبتلا شده‌است و مأموران آمریکایی همچنان اجازه انتقال او به بیمارستان را نداده‌اند.
سرانجام در ۱۴ خرداد ۱۳۹۹ سیروس عسگری به ایران برگشت.